# カリフォルニア州知事の一覧

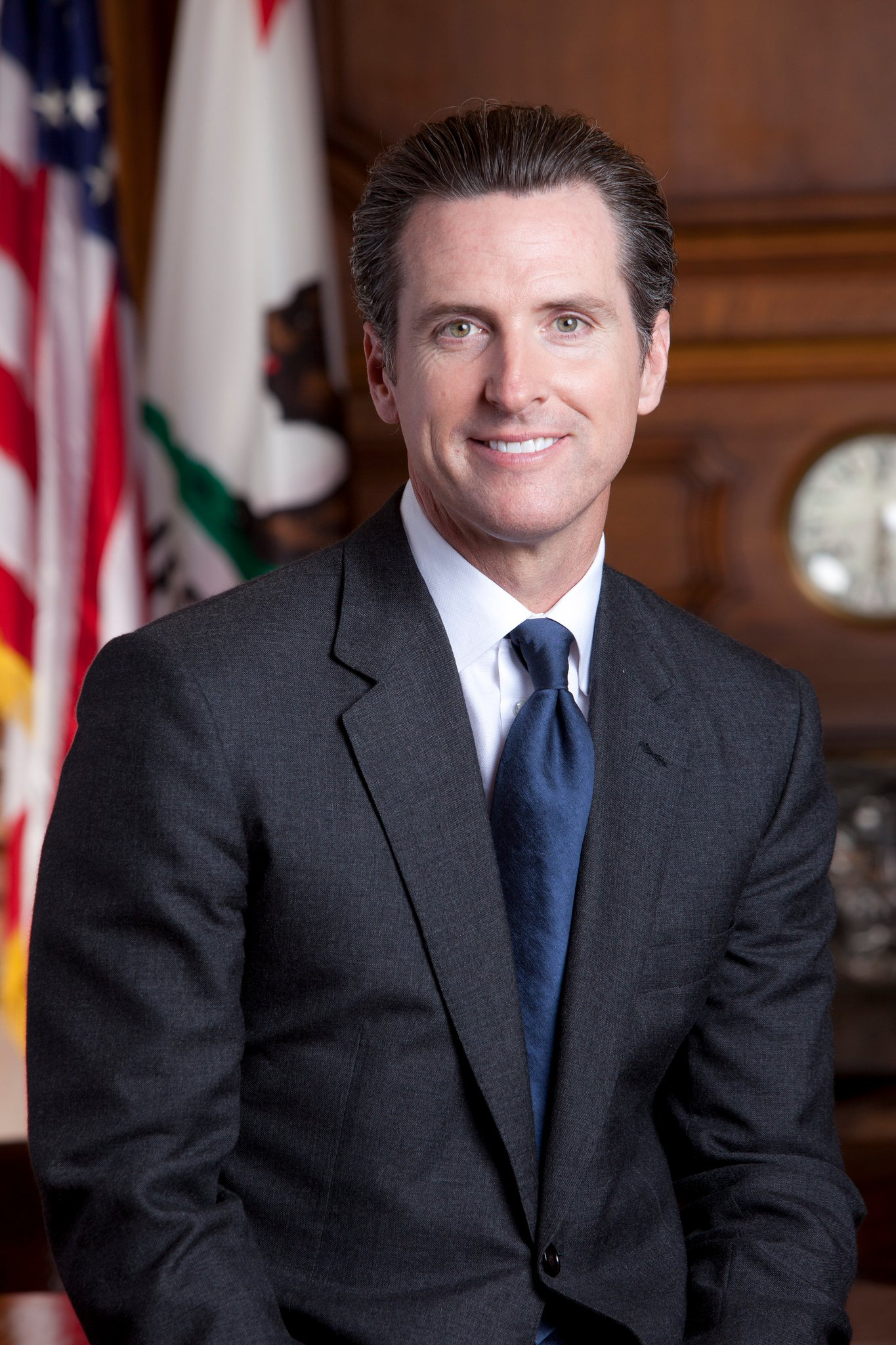
ギャビン・ニューサム、現職のカリフォルニア州知事

カリフォルニア州知事（英: Governors of California）の一覧では、アメリカ合衆国カリフォルニア州の知事の一覧を掲載する。
知事職はカリフォルニア州政府行政部門のトップであり、州軍の総司令官である。知事は州法を執行する義務があり、カリフォルニア州議会が議決した法案を承認または拒否する権限、議会を召集する権限、弾劾の場合を除き恩赦を認める権限がある。
現職を含め、これまでに40代の知事がいる。その多くは政治だけに留まらず広い分野で国家全体に関わる影響力を与えてきた。第8代のリーランド・スタンフォードは1891年にスタンフォード大学を創設した。後にアメリカ合衆国最高裁判所長官を務めた第30代のアール・ウォーレンは、知事選のときに3大政党からの候補者指名を受け、事実上対立候補のいなかった唯一の知事である。第33代のロナルド・レーガンは映画俳優組合の会長であり、後にアメリカ合衆国大統領になった。第38代のアーノルド・シュワルツェネッガーも俳優として名声を得ていた。第37代のグレイ・デイビスはカリフォルニア州知事としては初めて、アメリカ合衆国の州知事としては2人目となるリコールを受けた者となった。連続最長の任にあったのはアール・ウォーレンであり、3回の選挙で当選し、任期の合計は10年近くになった。最短は第6代ミルトン・ラザムであり、就任からわずか5日後に自らを空席だったアメリカ合衆国上院議員に指名して辞任した。第39代ジェリー・ブラウンは第34代として1975年から1983年まで知事を務めており、合計4期16年間在職した。

## 知事の一覧

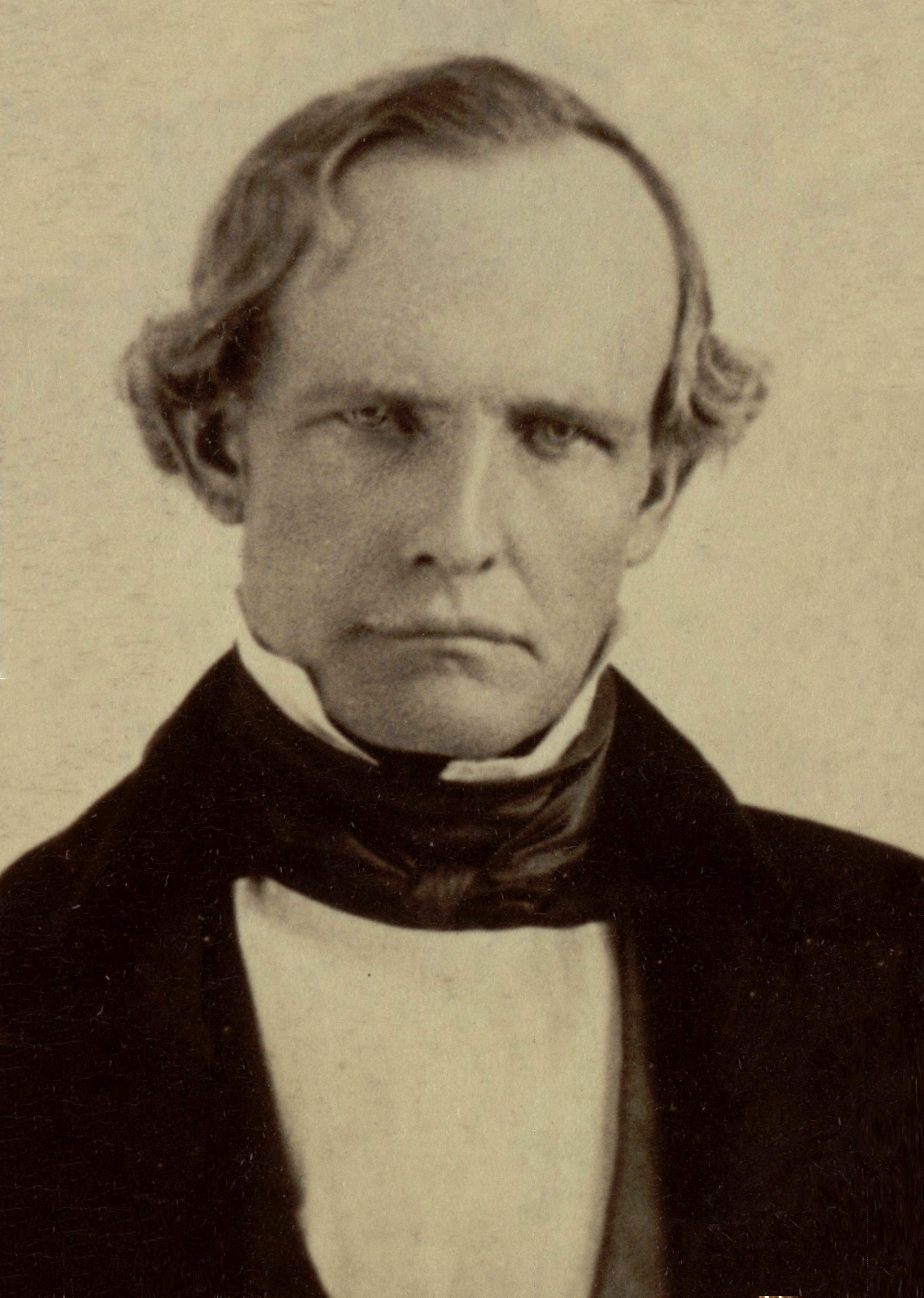
ピーター・ハードマン・バネット、初代

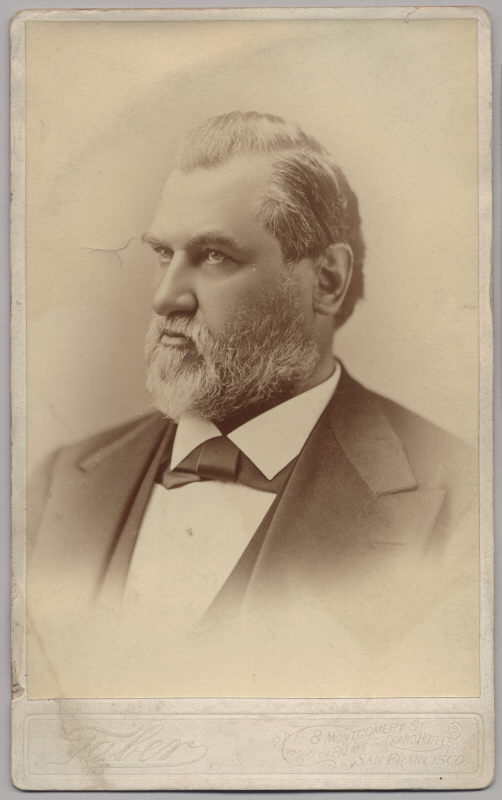
リーランド・スタンフォード、第8代

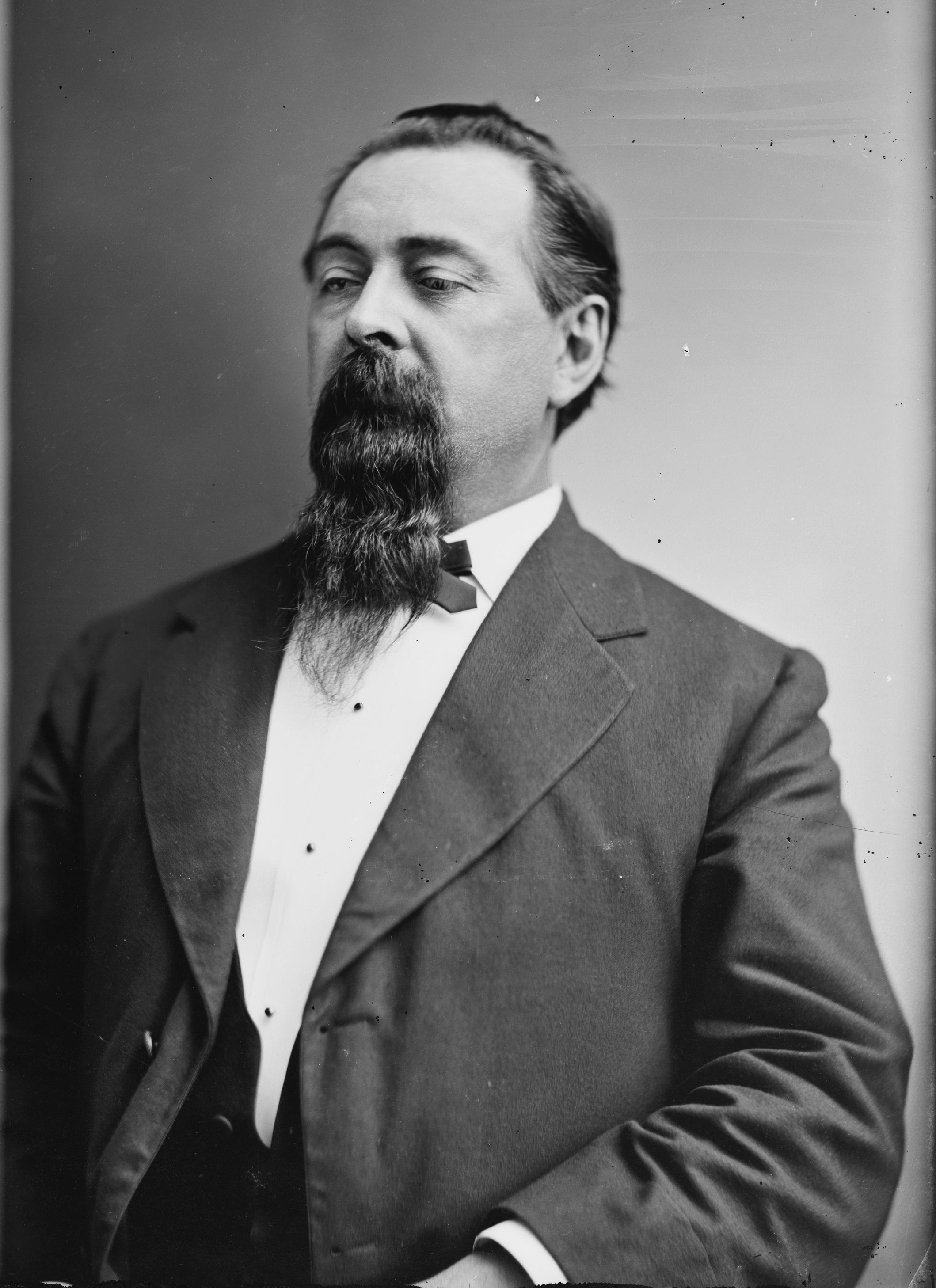
ロムアルド・パチェコ、第12代

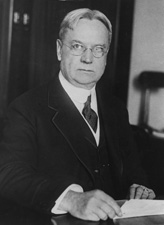
ハイラム・ジョンソン、第23代

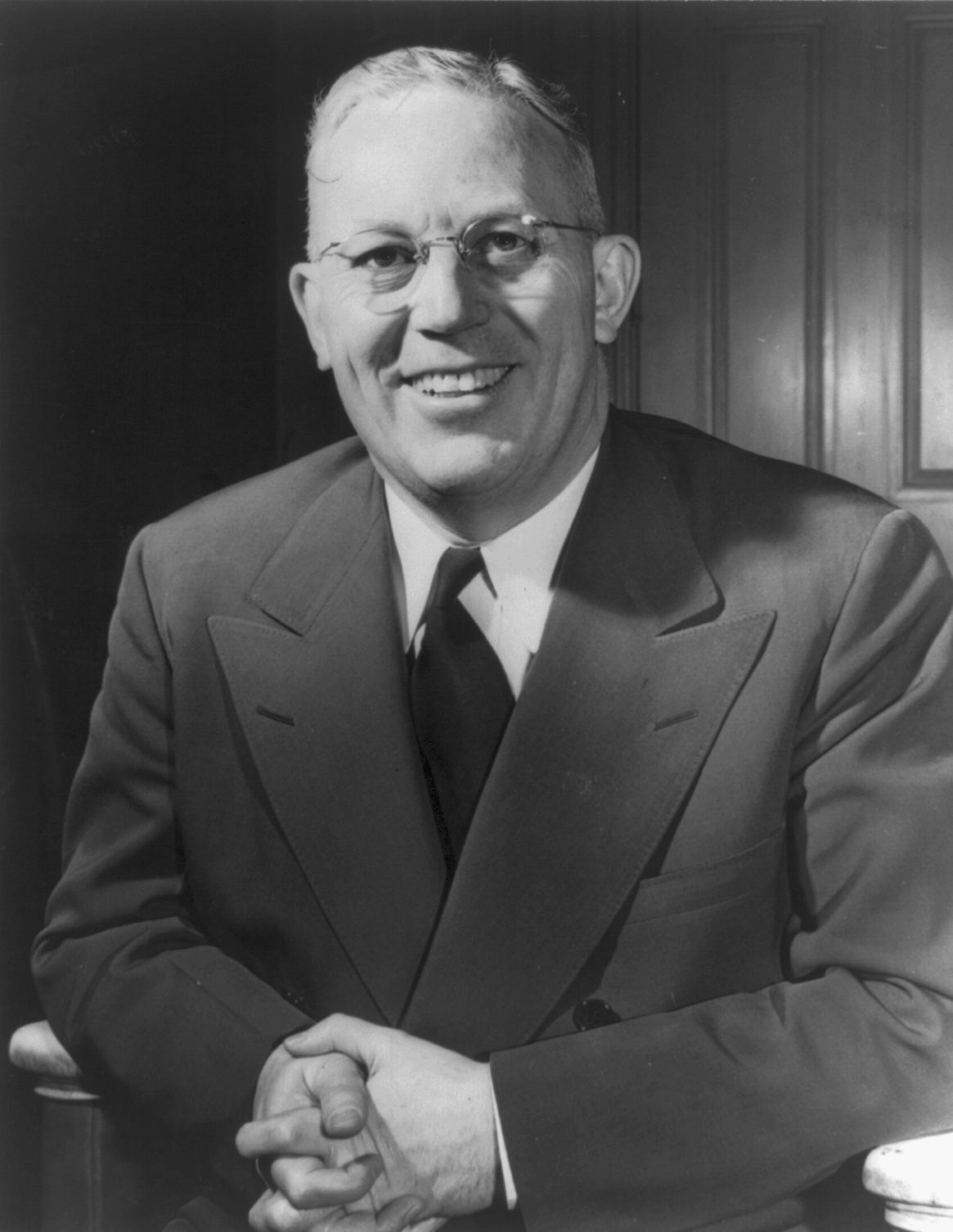
アール・ウォーレン、第30代州知事、第14代アメリカ合衆国最高裁判所長官

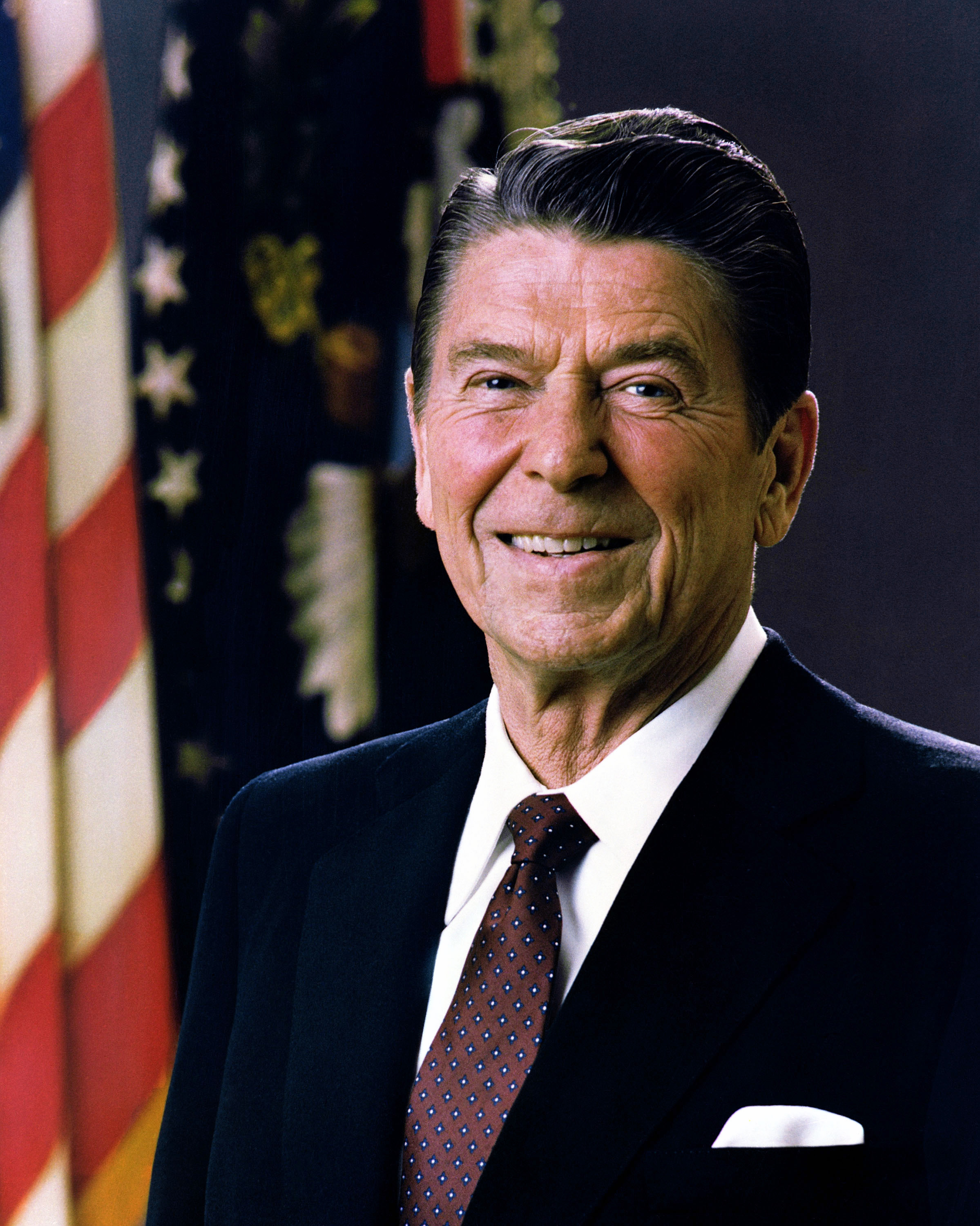
ロナルド・レーガン、第33代州知事、第40代アメリカ合衆国大統領

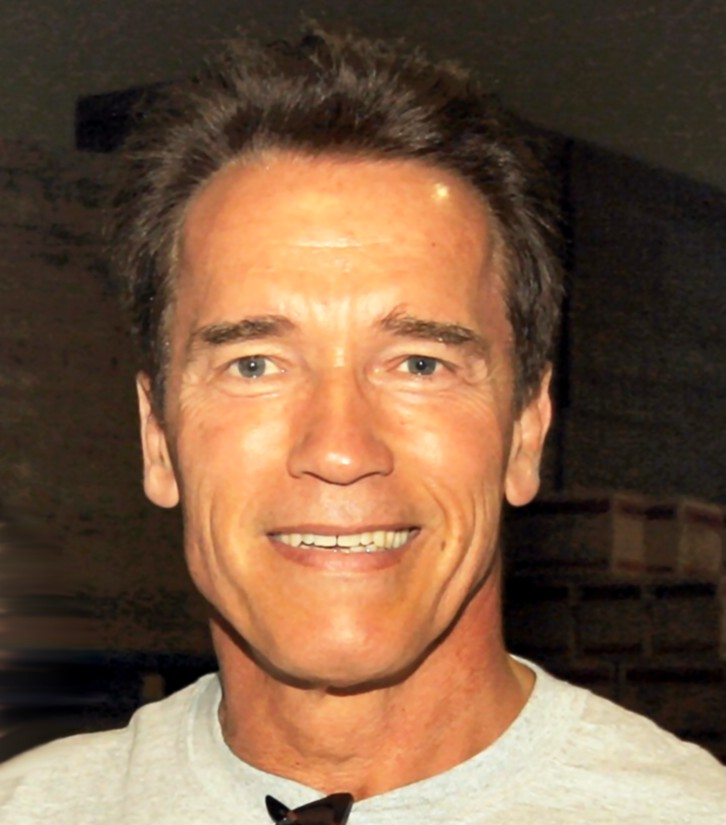
アーノルド・シュワルツェネッガー、第38代

カリフォルニア州は米墨戦争後のメキシコ割譲によってアメリカ合衆国の領土になった。他の州とは異なり、一度も準州の状態にならないまま、1850年9月9日に州として認められた。
1849年に制定されたカリフォルニア州憲法では、州知事の任期を2年間とし、その任期の開始日を定めていなかった。1862年に修正条項が批准され、任期は4年間となった。さらに1879年に任期の開始日を選挙後の1月第1月曜日と定めた。1990年、憲法修正命題140号の成立により、任期を2期までに制限した。この修正以前に2期を超えて務めた知事はアール・ウォーレンのみだった。現職知事のジェリー・ブラウンは過去に2期（1975年-1983年）を務めているが、この任期制限が導入される以前のことだったので、3期目の就任が可能だった。1849年憲法では副知事の職も制定しており、知事が空席になった場合には知事に昇格することを定めている。知事と副知事は別々の投票で選出される。
| 代 | 知事                          | 知事                             | 就任日         | 離任日         | 政党               | 副知事 | 副知事                       | 任期  |
| -- | ----------------------------- | -------------------------------- | -------------- | -------------- | ------------------ | ------ | ---------------------------- | ----- |
| 1  |                               | ピーター・ハードマン・バネット   | 1849年12月20日 | 1851年1月9日   | 民主党             |        | ジョン・マクドウガル         | 1⁄2   |
| 2  |                               | ジョン・マクドウガル             | 1851年1月9日   | 1852年1月8日   | 民主党             |        | デイビッド・C・ブロデリック  | 1⁄2   |
| 3  |                               | ジョン・ビグラー                 | 1852年1月8日   | 1856年1月9日   | 民主党             |        | サミュエル・パーディ         | 2     |
| 4  |                               | J・ニーリー・ジョンソン          | 1856年1月9日   | 1858年1月8日   | ノウ・ナッシング党 |        | ロバート・M・アンダーソン    | 1     |
| 5  |                               | ジョン・B・ウェラー              | 1858年1月8日   | 1860年1月9日   | 民主党             |        | ジョン・ウォークアップ       | 1     |
| 6  |                               | ミルトン・ラザム                 | 1860年1月9日   | 1860年1月14日  | レコンプトン民主党 |        | ジョン・G・ダウニー          | 1⁄2   |
| 7  |                               | ジョン・G・ダウニー              | 1860年1月14日  | 1862年1月10日  | レコンプトン民主党 |        | アイザック・N・クイン        | 1⁄2   |
| 7  | パブロ・デ・ラ・ゲラ          | ジョン・G・ダウニー              | 1860年1月14日  | 1862年1月10日  | レコンプトン民主党 |        |                              | 1⁄2   |
| 8  |                               | リーランド・スタンフォード       | 1862年1月10日  | 1863年12月10日 | 共和党             |        | ジョン・F・チェリス          | 1     |
| 9  |                               | フレデリック・ロウ               | 1863年12月10日 | 1867年12月5日  | ユニオニスト共和党 |        | ティム・N・マチン            | 1     |
| 10 |                               | ヘンリー・ハントリー・ヘイト     | 1867年12月5日  | 1871年12月8日  | 民主党             |        | ウィリアム・ホールデン       | 1     |
| 11 |                               | ニュートン・ブース               | 1871年12月8日  | 1875年2月27日  | 共和党             |        | ロムアルド・パチェコ         | 1⁄2   |
| 12 |                               | ロムアルド・パチェコ             | 1875年2月27日  | 1875年12月9日  | 共和党             |        | ウィリアム・アーウィン       | 1⁄2   |
| 13 |                               | ウィリアム・アーウィン           | 1875年12月9日  | 1880年1月8日   | 民主党             |        | ジェイムズ・A・ジョンソン    | 1     |
| 14 |                               | ジョージ・クレメント・パーキンス | 1880年1月8日   | 1883年1月10日  | 共和党             |        | ジョン・マンスフィールド     | 1     |
| 15 |                               | ジョージ・ストーンマン           | 1883年1月10日  | 1887年1月8日   | 民主党             |        | ジョン・ダゲット             | 1     |
| 16 |                               | ワシントン・バートレット         | 1887年1月8日   | 1887年9月12日  | 民主党             |        | ロバート・ウォーターマン     | 1⁄2   |
| 17 |                               | ロバート・ウォーターマン         | 1887年9月12日  | 1891年1月8日   | 共和党             |        | スティーブン・M・ホワイト    | 1⁄2   |
| 18 |                               | ヘンリー・マーカム               | 1891年1月8日   | 1895年1月11日  | 共和党             |        | ジョン・B・レディック        | 1     |
| 19 |                               | ジェイムズ・バッド               | 1895年1月11日  | 1899年1月4日   | 民主党             |        | スペンサー・G・ミラード      | 1     |
| 19 | ウィリアム・T・ジーター       | ジェイムズ・バッド               | 1895年1月11日  | 1899年1月4日   | 民主党             |        |                              | 1     |
| 20 |                               | ヘンリー・ゲイジ                 | 1899年1月4日   | 1903年1月6日   | 共和党             |        | ジェイコブ・H・ネフ          | 1     |
| 21 |                               | ジョージ・パーディ               | 1903年1月6日   | 1907年1月9日   | 共和党             |        | アルデン・アンダーソン       | 1     |
| 22 |                               | ジェイムズ・ジレット             | 1907年1月9日   | 1911年1月3日   | 共和党             |        | ウォーレン・R・ポーター      | 1     |
| 23 |                               | ハイラム・ジョンソン             | 1911年1月3日   | 1917年3月15日  | 共和党             |        | A・J・ウォレス               | 1+1⁄2 |
| 23 |                               | ハイラム・ジョンソン             | 1911年1月3日   | 1917年3月15日  | 進歩党             |        | ジョン・M・エシュルマン      | 1+1⁄2 |
| 23 | ウィリアム・スティーブンス    | ハイラム・ジョンソン             | 1911年1月3日   | 1917年3月15日  | 進歩党             |        |                              | 1+1⁄2 |
| 24 |                               | ウィリアム・スティーブンス       | 1917年3月15日  | 1923年1月9日   | 共和党             | 空席   | 空席                         | 1+1⁄2 |
| 24 | C・C・ヤング                  | ウィリアム・スティーブンス       | 1917年3月15日  | 1923年1月9日   | 共和党             |        |                              | 1+1⁄2 |
| 25 |                               | フレンド・リチャードソン         | 1923年1月9日   | 1927年1月4日   | 共和党             |        | C・C・ヤング                 | 1     |
| 26 |                               | C・C・ヤング                     | 1927年1月4日   | 1931年1月6日   | 共和党             |        | ビュロン・フィッツ           | 1     |
| 26 | H・L・カーナハン              | C・C・ヤング                     | 1927年1月4日   | 1931年1月6日   | 共和党             |        |                              | 1     |
| 27 |                               | ジェイムズ・ロルフ・ジュニア     | 1931年1月6日   | 1934年6月2日   | 共和党             |        | フランク・メリアム           | 1⁄2   |
| 28 |                               | フランク・メリアム               | 1934年6月2日   | 1939年1月2日   | 共和党             | 空席   | 空席                         | 1+1⁄2 |
| 28 | ジョージ・J・ハットフィールド | フランク・メリアム               | 1934年6月2日   | 1939年1月2日   | 共和党             |        |                              | 1+1⁄2 |
| 29 |                               | カルバート・オルソン             | 1939年1月2日   | 1943年1月4日   | 民主党             |        | エリス・E・パターソン        | 1     |
| 30 |                               | アール・ウォーレン               | 1943年1月4日   | 1953年10月5日  | 共和党             |        | フレデリック・F・ハウザー    | 2+1⁄2 |
| 30 | グッドウィン・ジェス・ナイト  | アール・ウォーレン               | 1943年1月4日   | 1953年10月5日  | 共和党             |        |                              | 2+1⁄2 |
| 31 |                               | グッドウィン・ジェス・ナイト     | 1953年10月5日  | 1959年1月5日   | 共和党             |        | ハロルド・J・パワーズ        | 1+1⁄2 |
| 32 |                               | パット・ブラウン                 | 1959年1月5日   | 1967年1月2日   | 民主党             |        | グレン・M・アンダーソン      | 2     |
| 33 |                               | ロナルド・レーガン               | 1967年1月2日   | 1975年1月6日   | 共和党             |        | ロバート・ハチソン・フィンチ | 2     |
| 33 | エドウィン・ライネッケ        | ロナルド・レーガン               | 1967年1月2日   | 1975年1月6日   | 共和党             |        |                              | 2     |
| 33 | ジョン・L・ハーマー           | ロナルド・レーガン               | 1967年1月2日   | 1975年1月6日   | 共和党             |        |                              | 2     |
| 34 |                               | ジェリー・ブラウン               | 1975年1月6日   | 1983年1月3日   | 民主党             |        | マービン・M・ディマリー      | 2     |
| 34 | マイケル・カーブ              | ジェリー・ブラウン               | 1975年1月6日   | 1983年1月3日   | 民主党             |        |                              | 2     |
| 35 |                               | ジョージ・デュークメジアン       | 1983年1月3日   | 1991年1月7日   | 共和党             |        | レオ・T・マッカーシー        | 2     |
| 36 |                               | ピート・ウィルソン               | 1991年1月7日   | 1999年1月4日   | 共和党             |        | レオ・T・マッカーシー        | 2     |
| 36 | グレイ・デイビス              | ピート・ウィルソン               | 1991年1月7日   | 1999年1月4日   | 共和党             |        |                              | 2     |
| 37 |                               | グレイ・デイビス                 | 1999年1月4日   | 2003年11月17日 | 民主党             |        | クルス・バスタマンテ         | 1+1⁄2 |
| 38 |                               | アーノルド・シュワルツェネッガー | 2003年11月17日 | 2011年1月3日   | 共和党             |        | クルス・バスタマンテ         | 1+1⁄2 |
| 38 | ジョン・ガラメンディ          | アーノルド・シュワルツェネッガー | 2003年11月17日 | 2011年1月3日   | 共和党             |        |                              | 1+1⁄2 |
| 38 | アベル・マルドナド            | アーノルド・シュワルツェネッガー | 2003年11月17日 | 2011年1月3日   | 共和党             |        |                              | 1+1⁄2 |
| 39 |                               | ジェリー・ブラウン               | 2011年1月3日   | 2019年1月7日   | 民主党             |        | アベル・マルドナド           | 1     |
| 39 | ギャビン・ニューサム          | ジェリー・ブラウン               | 2011年1月3日   | 2019年1月7日   | 民主党             |        |                              | 1     |
| 40 |                               | ギャビン・ニューサム             | 2019年1月7日   | 現職           | 民主党             |        | エレニ・クーナラキス         | 1     |

## カリフォルニア州知事が務めたその他の役職
カリフォルニア州知事経験者のうち17人が、1人のアメリカ合衆国大統領、1人のアメリカ合衆国最高裁判所長官および5人のアメリカ大使を含め他の高位の役職を務めた。13人はカリフォルニア州選出のアメリカ合衆国下院議員を務めた。このうち1人はオハイオ州選出のアメリカ合衆国下院議員を務めた。4人は他の役職を務めるために知事を辞任した（*印）。このうち3人はアメリカ合衆国上院議員となり、1人はアメリカ合衆国最高裁判所判事になった。1人は知事になるために上院議員を辞職した（†印）。
下表で注釈の無い限り合衆国下院議員と上院議員はカリフォルニア州選出である。
| 知事                             | 知事任期  | その他の役職                                                                           | 出典   |
| -------------------------------- | --------- | -------------------------------------------------------------------------------------- | ------ |
| ジョン・ビグラー                 | 1852–1856 | 駐チリ大使                                                                             | [ 13 ] |
| ジョン・B・ウェラー              | 1858–1860 | オハイオ州選出のアメリカ合衆国下院議員、合衆国上院議員、駐メキシコ大使                 | [ 14 ] |
| ミルトン・ラザム                 | 1860      | 合衆国下院議員、合衆国上院議員*                                                        | [ 15 ] |
| リーランド・スタンフォード       | 1862–1863 | 合衆国上院議員                                                                         | [ 16 ] |
| フレデリック・ロウ               | 1863–1867 | 合衆国下院議員、駐中華人民共和国大使                                                   | [ 17 ] |
| ニュートン・ブース               | 1871–1875 | 合衆国上院議員*                                                                        | [ 18 ] |
| ロムアルド・パチェコ             | 1875      | 合衆国下院議員、駐コスタリカ、エルサルバドル、グアテマラ、ホンジュラス、ニカラグア大使 | [ 19 ] |
| ジョージ・クレメント・パーキンス | 1880–1883 | 合衆国上院議員                                                                         | [ 20 ] |
| ヘンリー・マーカム               | 1891–1895 | 合衆国下院議員                                                                         | [ 21 ] |
| ジェイムズ・バッド               | 1895–1899 | 合衆国下院議員                                                                         | [ 22 ] |
| ヘンリー・ゲイジ                 | 1899–1903 | 駐ポルトガル大使                                                                       | [ 23 ] |
| ジェイムズ・ジレット             | 1907–1911 | 合衆国下院議員†                                                                        | [ 24 ] |
| ハイラム・ジョンソン             | 1911–1917 | 合衆国上院議員*                                                                        | [ 25 ] |
| ウィリアム・スティーブンス       | 1917–1923 | 合衆国下院議員                                                                         | [ 26 ] |
| アール・ウォーレン               | 1943–1953 | アメリカ合衆国最高裁判所長官*                                                          | [ 27 ] |
| ロナルド・レーガン               | 1967–1975 | アメリカ合衆国大統領                                                                   | [ 28 ] |
| ピート・ウィルソン               | 1991–1999 | 合衆国上院議員†                                                                        | [ 29 ] |

## 存命の元知事
2019年1月時点で4人の元カリフォルニア州知事が存命である。直近で死亡した元知事は2018年5月8日のジョージ・デュークメジアンである。
| 知事                             | 知事任期  | 生年月日               |
| -------------------------------- | --------- | ---------------------- |
| ピート・ウィルソン               | 1991–1999 | 1933年8月23日（91歳）  |
| グレイ・デイビス                 | 1999–2003 | 1942年12月26日（82歳） |
| アーノルド・シュワルツェネッガー | 2003–2011 | 1947年7月30日（77歳）  |
| ジェリー・ブラウン               | 2011–2019 | 1938年4月7日（86歳）   |